# 高世宏
高世宏（1969年12月—），男，汉族，河北辛集人，中华人民共和国政治人物，中国共产党党员，第十三届全国人民代表大会内蒙古地区代表。

## 生平
2013年12月，任中共内蒙古自治区党委副秘书长；2016年5月，任中共鄂尔多斯市委副书记、政法委书记；
2016.12月，任乌海市代市长、党组书记；2017年2月，任乌海市政府市长；2019年12月卸任市长。
2018年2月24日，当选为第十三届全国人大代表。2020年，因涉嫌违纪违法，被责令辞去第十三届全国人民代表大会代表职务，并遭到开除党籍、开除公职处分。